# Liste des titres de professeur en Amérique du Nord
Pour un article plus général, voir Professeur (titre).
Cette liste des titres de professeur en Amérique du Nord indique les titres en français et en anglais au niveau universitaire. Cette traduction est imparfaite du fait des différences existant entre les différents systèmes académiques.

## Professor
Un professeur (anglais : professor) est un titre académique attribué à un enseignant, lecteur et chercheur. Il s'agit d'un rang à l'université.
Aux États-Unis et au Canada anglophone, il existe trois rangs principaux dans la carrière de professeur, à savoir : assistant professor → associate professor → (full) professor. Ce dernier stade est atteint après avoir passé la tenure, ou titularisation en français,,. Au Québec, ces rangs sont traduits par professeur adjoint → professeur agrégé → professeur titulaire,,,.
En Amérique du Nord, un poste menant vers la permanence (tenure) puis la titularisation est désigné comme "menant vers la permanence" ou, en anglais, tenure track. Un tel poste diffère ainsi de postes temporaires ne pouvant pas mener à la permanence. Le premier rang d'un poste menant à la permanence est celui de professeur adjoint ou assistant professor, dont le contrat doit généralement être renouvelé aux deux ou trois ans. Après cinq ou six ans, la personne doit postuler à la permanence, ou tenure, qui s'accompagne généralement d'une promotion au rang de professeur agrégé (associate professor). Dans certaines circonstances, la permanence et la promotion sont découplées (par exemple, lorsqu'une personne ayant déjà un poste de professeur est embauchée directement au rang d'agrégé, mais ne peut obtenir sa permanence qu'après un délai). Habituellement, en Amérique du Nord, échouer à obtenir la permanence revient dans les faits à perdre son poste (après un délai de grâce). Obtenir la permanence ocroit la sécurité d'emploi, sauf en cas de faute. Ensuite, la personne ayant le rang de professeur agrégé peut postuler à la titularisation, c'est-à-dire au rang de full professor si elle démontre un rayonnement national, voire international, à sa carrière. Cette promotion survient généralement en milieu ou fin de carrière.

### Comparaison avec le système français
En France, les deux corps d'enseignants-chercheurs sont professeur des universités et maître de conférences,. Lorsqu'aucun enseignement n'est effectué, on parle de directeur de recherche et de chargé de recherche,. L'habilitation à diriger des recherches (HDR) est nécessaire au maître de conférences et au chargé de recherche voulant évoluer respectivement en professeur des universités et directeur de recherche. L'HDR pourrait donc être l'équivalence de la tenure, du point de vue de l'avancement dans la carrière. En droit, sciences politiques et gestion, des concours d'agrégation de l'enseignement supérieur sont organisés pour le recrutement des professeurs des universités. Cette agrégation du supérieur a disparu dans les autres disciplines. Elle n'est pas à confondre avec l'agrégation de l'enseignement secondaire.
Être professeur titulaire en France n'est pas un titre contrairement au Canada ou aux États-Unis : il s'agit du fait de passer d'un statut de contractuel ou associé, c'est-à-dire non titulaire et temporaire, à un statut de fonctionnaire, permanent. Elle concerne principalement les enseignants des enseignements primaire et secondaire. Professeurs des universités comme maîtres de conférences sont pour la plupart titulaires d'office en France. Il existe néanmoins des enseignants-chercheurs associés, mais aussi des attachés temporaires d'enseignement et de recherche (ATER) et des chercheurs postdoctoraux (postdoc), emplois non titulaires,,.

## Lecturer
Un lecteur (anglais : lecturer) est un enseignant assurant des fonctions dans l'enseignement supérieur. Ce titre correspond à des réalités très différentes selon les pays. Au Royaume-Uni, le lecturer correspond approximativement au maître de conférences français et au assistant professor étasunien de par ses activités d'enseignement et de recherche. Le teaching fellow britannique est un autre rang d'enseignant, qui lui n'est pas impliqué en recherche,,.
En revanche aux États-Unis, le lecturer n'a pas de fonction de recherche et ne peut pas avoir de tenure. Il correspond donc aux teaching fellow britanniques. La recherche est effectuée par les assistants, associates et full professors.
En France, les enseignants du supérieur qui n'exercent pas de recherche sont le professeur agrégé affecté dans l'enseignement supérieur (PRAG) – à ne pas confondre avec le professeur agrégé canadien –, le professeur certifié affecté dans l'enseignement supérieur (PRCE) et le professeur de l'ENSAM. Le professeur agrégé obtient ce titre après avoir passé le concours d'agrégation de l'enseignement secondaire à la suite de son master (bac+5) – à ne pas confondre avec l'agrégation du supérieur,. Le professeur certifié doit passer le certificat d'aptitude au professorat de l'enseignement du second degré (CAPES) et être inscrit en 1ère année de master (bac+4) au minimum,. Enfin, le professeur de l'ENSAM est un ancien titre qui pouvait être obtenu sur concours après un diplôme d'ingénieur. Il existe aussi des enseignants vacataires, non titulaires de leur poste,.
Lorsque le titre de lecteur est utilisé en France, il correspond actuellement à un enseignant de langue étrangère ayant un niveau d'études minimum de bac+4 qui enseigne sa langue maternelle, ou dans sa langue maternelle, et qui n'a pas d'obligation de recherche. Ce sont généralement de jeunes enseignants qui sont recrutés pour une période d'un ou deux ans.

## Comparaison des rangs académiques
Les classements académiques sont spécifiques à chaque pays, il n'y a pas de système de classement mondial unifié. Les équivalences ne sont pas rigoureuses. Elles doivent être corroborées par l'examen du contenu des services d'enseignement et de recherche,.
|                           | Amérique du Nord, | Royaume-Uni, | France | Québec, | Belgique wallonne | Suisse francophone |
| ------------------------- | --- | --- | --- | --- | --- | --- |
| Enseignement et recherche | • Professor emeritus • Full professor • Associate professor • Assistant professor                                                      | • Emeritus professor • Chair • Full professor • Reader • Senior lecturer • Lecturer • Assistant lecturer                                                                                                | • Professeur émérite (titre honorifique) • Professeur des universités • Maître de conférences • Attaché temporaire d'enseignement et de recherche | • Professeur agrégé • Professeur titulaire • Professeur adjoint                                                                   | • Professeur ordinaire • Professeur extraordinaire • Professeur • Maître d'enseignement et recherche • Maître assistant, maître de conférences (peu commun) | • Professeur ordinaire • Professeur extraordinaire • Professeur titulaire • Professeur associé • Professeur assistant • Maître d'enseignement et de recherche • Maître assistant |
| Recherche uniquement      | • Senior fellow/scientist • Research fellow/scientist • Research supervisor • Research associate • Postdoctoral researcher, instructor | • Professor, professorial research fellow, research professor • Reader • Senior research fellow, senior researcher • Research fellow, research associate • Research assistant • Postdoctoral researcher | • Directeur de recherche • Chargé de recherche • Chercheur postdoctoral (non titulaire)                                                           | • Chercheur sénior • Chercheur • Directeur de recherche • Associé de recherche • Auxiliaire de recherche • Chercheur postdoctoral | • Directeur de recherches • Maître de recherches • Premier assistant • Assistant • Chargé de recherche, chercheur postdoctoral                              | |
| Enseignement uniquement   | • Faculty lecturer ou course lecturer • Full-time lecturer • Part-time lecturer Instructor                                             | • Senior Tutor • Professorial teaching fellow • Senior teaching fellow • Teaching fellow • Teaching associate                                                                                           | • Professeur agrégé • Professeur certifié • Professeur de l'ENSAM • Enseignant vacataire (non titulaire)                                          | • Chargé d'enseignement • Chargé de formation • Chargé de cours                                                                   | • Chargé de cours • Chargé d'enseignement | • Chargé de cours |